# Polycesta
Polycesta är ett släkte av skalbaggar. Polycesta ingår i familjen praktbaggar.
Kladogram enligt Catalogue of Life:
| Polycesta | \| \| Polycesta angulosa \| \| \| \| \| \| Polycesta arizonica \| \| \| \| \| \| Polycesta aruensis \| \| \| \| \| \| Polycesta californica \| \| \| \| \| \| Polycesta cazieri \| \| \| \| \| \| Polycesta crypta \| \| \| \| \| \| Polycesta cyanea \| \| \| \| \| \| Polycesta elata \| \| \| \| \| \| Polycesta flavomaculata \| \| \| \| \| \| Polycesta goryi \| \| \| \| \| \| Polycesta hageni \| \| \| \| \| \| Polycesta tularensis \| \| \| \| |
|           | \| \| Polycesta angulosa \| \| \| \| \| \| Polycesta arizonica \| \| \| \| \| \| Polycesta aruensis \| \| \| \| \| \| Polycesta californica \| \| \| \| \| \| Polycesta cazieri \| \| \| \| \| \| Polycesta crypta \| \| \| \| \| \| Polycesta cyanea \| \| \| \| \| \| Polycesta elata \| \| \| \| \| \| Polycesta flavomaculata \| \| \| \| \| \| Polycesta goryi \| \| \| \| \| \| Polycesta hageni \| \| \| \| \| \| Polycesta tularensis \| \| \| \| |
|           | Polycesta angulosa |
|           | |
|           | Polycesta arizonica |
|           | |
|           | Polycesta aruensis |
|           | |
|           | Polycesta californica |
|           | |
|           | Polycesta cazieri |
|           | |
|           | Polycesta crypta |
|           | |
|           | Polycesta cyanea |
|           | |
|           | Polycesta elata |
|           | |
|           | Polycesta flavomaculata |
|           | |
|           | Polycesta goryi |
|           | |
|           | Polycesta hageni |
|           | |
|           | Polycesta tularensis |
|           | |